# آلماش‌کرستور
آلماش‌کِرِستور (به مجاری:  Almáskeresztúr) یک سکونتگاه مسکونی در مجارستان است که در بارانیا واقع شده‌است.